# みやじま丸 (3代)
みやじま丸（みやじままる）は、日本国有鉄道→西日本旅客鉄道の宮島航路（JR西日本広島支社）の船舶である。同型船にみせん丸（3代目）がある。
ここではみやじま丸、みせん丸ともに記述する。

## 概略
みやじま丸（2代目）、安芸丸（2代目）に替わる宮島航路の船舶として建造される。従来の宮島連絡船が貨客船であるのに対し、カーフェリーとして計画、建造された。従来1〜2台の自動車積載に対し、4台の積載が可能である。
「みやじま丸」は1978年（昭和53年）9月18日、「みせん丸」は同年7月28日に内海造船で竣工している。起工日は同じ日（1978年2月7日）であるが、みやじま丸の建造が遅れてしまったという。そのため「みやじま丸型」であるが、先に竣工したのは「みせん丸」である。就航日は「みやじま丸」は1978年（昭和53年）9月27日、「みせん丸」は同年8月10日である。外観上は同一であるが、総トン数が異なる。
「みせん丸」はみせん丸（4代目）の就航により、1996年（平成8年）4月25日に運航を終え引退する。
「みやじま丸」は、みやじま丸（4代目）の就航により、2005年（平成17年）に引退予定であったが、ななうら丸の乗客負傷事故、および、みやじま丸（4代目）が試験航行中に松大汽船側の桟橋に衝突する事故が発生したため、引退は延期。2006年（平成18年）5月23日に引退となった。

## その他
宮島航路で「宮島丸」「みやじま丸」の名称の船舶は5隻ある（西暦は宮島航路での就航年）。
宮島丸　個人経営→山陽鉄道　1902年〜1905年
みやじま丸（初代）　国鉄　1954年〜1964年
みやじま丸（2代目）　国鉄　1965年〜1978年
みやじま丸（3代目）　国鉄→JR西日本　1978年〜2006年
みやじま丸（4代目）　JR西日本→JR西日本宮島フェリー　　2006年〜
宮島丸は山陽鉄道時代に宮島航路での運航を終えているため、歴代のみやじま丸には含まれない。